# 3e cérémonie des Hong Kong Film Awards
La 3e cérémonie des Hong Kong Film Awards a eu lieu le 4 août 1984.

## Meilleur film
- Ah Ying de Allen Fong
  - Health Warning de Kirk Wong
  - La Fureur du revenant de Wu Ma
  - The Burning of the Imperial Palace de Li Han-hsiang
  - Zu, les guerriers de la montagne magique de Tsui Hark

## Meilleur réalisateur
- Allen Fong pour Ah Ying
  - Li Han-hsiang pour The Burning of the Imperial Palace
  - Wu Ma pour La Fureur du revenant
  - Teddy Robin Kwan pour All the Wrong Spies
  - Kirk Wong pour Health Warning

## Meilleur scénario
- Alfred Cheung Kin-Ting (Let's Make Laugh)
  - Sammo Hung Kam-Bo et Barry Wong Ping-Yiu pour La Fureur du revenant
  - Liu Wing-Leung (Health Warning)
  - Si Yeung-Ping et Peter Wang (Ah Ying)
  - Li Han-Xiang et Yeung Chuen-Cham (The Burning of the Imperial Palace)

## Meilleur acteur
- Tony Leung Ka-fai (The Burning of the Imperial Palace)
  - Peter Wang (Ah Ying)
  - Alex Man Chi-Leung (Hong Kong, Hong Kong)
  - Sammo Hung Kam-Bo pour La Fureur du revenant
  - Richard Ng (Winners and Sinners)

## Meilleure actrice
- Cecilia Yip (Let's Make Laugh)
  - Brigitte Lin (Zu, les guerriers de la montagne magique)
  - Lau Hiu-Hing (The Burning of the Imperial Palace)
  - Cherie Chung (Hong Kong, Hong Kong)
  - Hui So-Ying (Ah Ying)

## Meilleur nouvel espoir
- Carol Cheng (The Last Affair)
  - Hui So-Ying (Ah Ying)
  - Tony Leung Ka-fai (The Burning of the Imperial Palace)
  - Max Mok (Holy Flame of the Martial World)
  - Yu Ka-Hei (I Do!)

## Meilleure photographie
- Wong Chung-Biu (The Last Affair)
  - Siu Yuen-Chi, Chan Chun-Kit, Peter Ngor Chi-Kwan, Lam Ah-To et Arthur Wong Ngok-Tai (Health Warning)
  - Koo Kwok-Wah (All the Wrong Spies)
  - Chan Ngok-Yi (Ah Ying)
  - Tong Bo-Sang et Yeung Lam (The Burning of the Imperial Palace')

## Meilleur montage
- Chau Muk-Leung et Ng Kam-Wah (Ah Ying)
  - Cheung Yiu-Chung (Duel to the Death)
  - David Wu Dai-Wai (Health Warning)
  - Siu Fung, Gang Chung-Yiu et Chiu Cheuk-Man (Am Kui)
  - Cheung Yiu-Chung (Zu, les guerriers de la montagne magique)

## Meilleure direction artistique
- Sung Hung-Wing (The Burning of the Imperial Palace)
  - Health Warning Art Group (Health Warning)
  - Yee Chung-Man (All the Wrong Spies)
  - William Cheung Suk-Ping (The Last Affair)
  - William Cheung Suk-Ping (Zu, les guerriers de la montagne magique)

## Meilleure chorégraphie d'action
- Yuen Biao, Lam Ching-Ying et Billy Chan Wui-Ngai (Winners and Sinners)
  - Corey Yuen Kwai (Zu, les guerriers de la montagne magique)
  - Brandy Yuen Chun-Yeung et Yuen Sun-Yi (The Champions)
  - Ching Siu-tung (Duel to the Death)
  - Sammo Hung Kam-Bo, Yuen Biao, Lam Ching-Ying et Billy Chan Wui-Ngai pour La Fureur du revenant

## Meilleure musique de film
- Chan Chi-Yuen et Lee Sau-Chuen (Papa, Can You Hear Me Sing?)
  - Shum Sing-Tak (Health Warning)
  - Lam Man-Yi (Ah Ying)
  - Chris Babida (Pau Bei-Tat) (All the Wrong Spies)
  - Lam Man-Yi (Hong Kong, Hong Kong)

## Meilleure chanson
- "Jau Gon Tong Maai Mo" (de Papa, Can You Hear Me Sing?) ; Littéralement : "Wine Empty If Sell Nothing" ; Musique et paroles : Hau Tak-Kin ; Interprétation : So Noi
  - "Hoi Si Jan Lau" (de All the Wrong Spies) ; Littéralement : "Mirage" ; Musique : George Lam Chi-Cheung ; Paroles : Cheng Kwok-Kong ; Interprétation : George Lam Chi-Cheung
  - "Yat Duen Ching" (de Let's Make Laugh) ; Littéralement : "A Part of Love" ; Musique : Kenny Bee ; Paroles : Lo Wing-Keung ; Interprétation : Kenny Bee et Pang Kin-San
  - "Gan Nei Jo Goh FRIEND" (de Aces Go Places 2) ; Littéralement : "I've Made a Friend in You" ; Musique et paroles : Sam Hui Koon-Kit ; Interprétation : Sam Hui Koon-Kit
  - "Bak Gam Sing Lung Ji" (de Twinkle Twinkle Little Star) ; Littéralement : "Platinum Elevator" ; Musique : Chris Babida (Pau Bei-Tat) ; Paroles : Lam Chun-Keung ; Interprétation : Chan Kit-Ling